# Projeto Professor no Espaço

Insígnia do projeto

O Projeto Um Professor no Espaço foi um programa da NASA anunciado por Ronald Reagan em 1984 concebido para inspirar os alunos, honrar professores, e estimular o interesse pela matemática, ciência, e exploração espacial. O projeto levaria professores para o espaço como especialistas de carga (civis não-astronauta), que gostaria de voltar para suas salas de aula para compartilhar a experiência com seus alunos. 

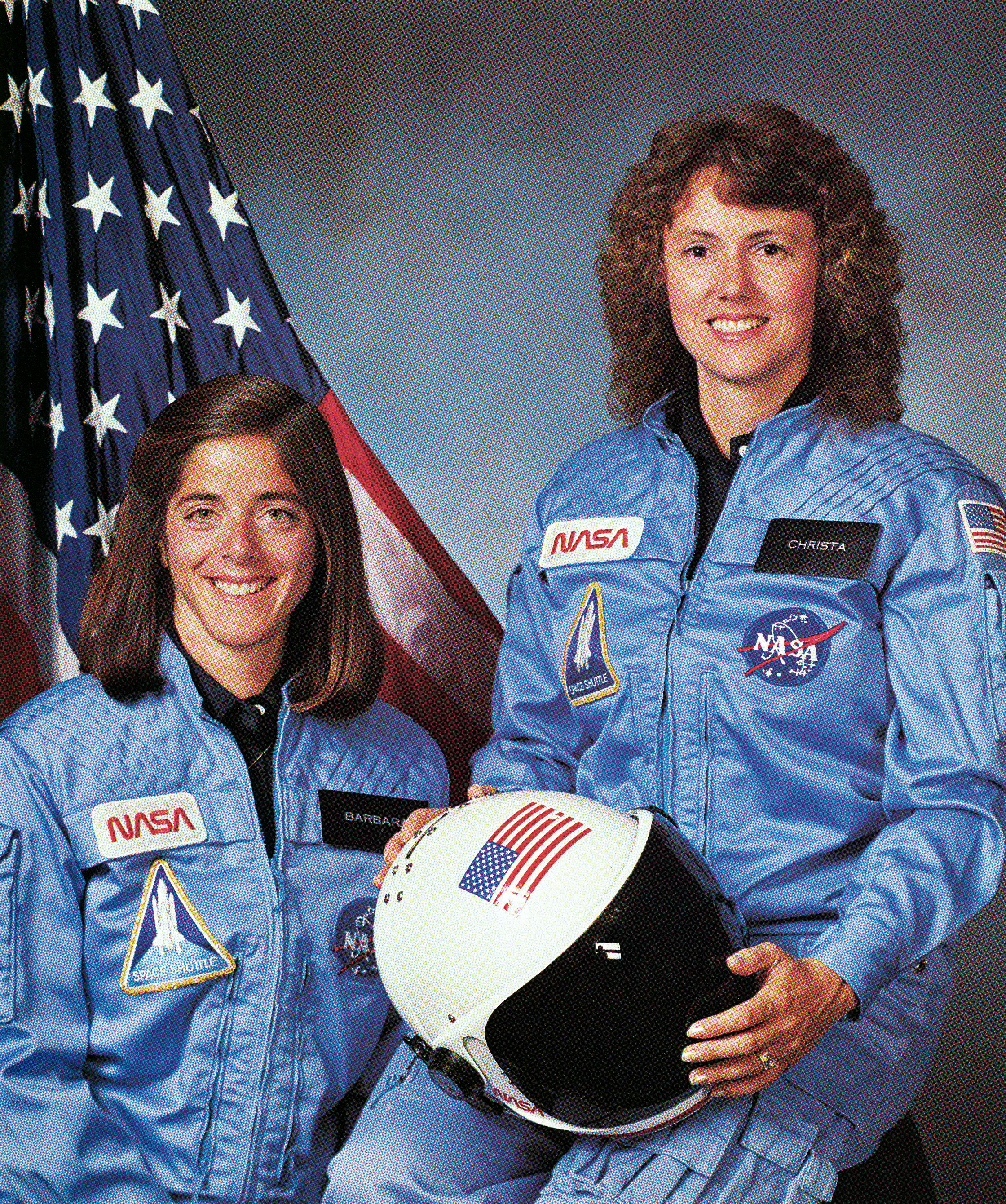
Barbara Morgan (esquerda) e Christa McAuliffe (direita), backup e primária, participantes da missão STS-51-L

Em 1990, a NASA cancelou o programa, após a morte de sua primeira participante, Christa McAuliffe, no acidente do ônibus espacial Challenger (STS-51-L) em 28 de Janeiro de 1986. Em 1998, a NASA substituiu o Projeto Professor no Espaço pelo Projeto Educador Astronauta, que exigiu que seus participantes se tornassem especialistas de missão. A primeira Educadora Astronauta foi a astronauta backup de McAuliffe, Barbara Morgan, que foi lançada a bordo da Endeavour, em 8 de Agosto de 2007.
Um Professor no Espaço foi revivido como um projeto de patrocínio privado em 2005.

## Programas da NASA
O Um Programa Professor no Espaço foi anunciado pelo presidente Ronald Reagan em 27 de Agosto de 1984. Os professores não voariam como membros do Corpo de Astronautas da NASA, os professores voariam como especialistas de carga e voltariam para suas salas de aula após o voo. Mais de 40.000 pedidos foram enviados para os professores interessados, enquanto 11.000 professores enviados concluíram as aplicações para a NASA. Cada aplicação incluia uma lição potencial que seriam ensinados a partir do espaço, enquanto no ônibus espacial. As aplicações foram classificadas e, em seguida, enviadas para as várias Secretarias Estaduais de Educação, que foram, então, responsáveis por estreitar seus candidatos estaduais para um conjunto final de cada dois. Estes candidatos foram notificados de suas seleções e estavam reunidos para outros processos de selecção até dez finalistas. Estes foram então treinados por um tempo, e em 1985 a NASA selecionou Christa McAuliffe para ser a primeira professora no espaço, com Barbara Morgan sendo sua backup. McAuliffe foi professora em uma escola secundária social, professora de Concord, New Hampshire. Estava planejado para ela ensinar duas lições no vaivém espacial de 15 minutos.
McAuliffe morreu no Acidente do ônibus espacial Challenger (STS-51-L) no dia 28 de janeiro de 1986. Depois do acidente, Reagan falou na televisão nacional e assegurou a nação que o programa Um Professor no Espaço continuaria. "Nós vamos continuar nossa busca no espaço", disse ele. "Haverá mais voos do ônibus e mais equipes de transporte e, sim, mais voluntários, mais civis, mais professores no espaço. Nada termina aqui;. Nossas esperanças e nossas jornadas continuam." No entanto, a NASA decidiu em 1990 que o voo espacial ainda era perigoso demais para arriscar as vidas dos professores civis, e eliminou o projeto Um Professor no Espaço. Morgan voltou a lecionar em Idaho.

### Projeto Educador Astronauta

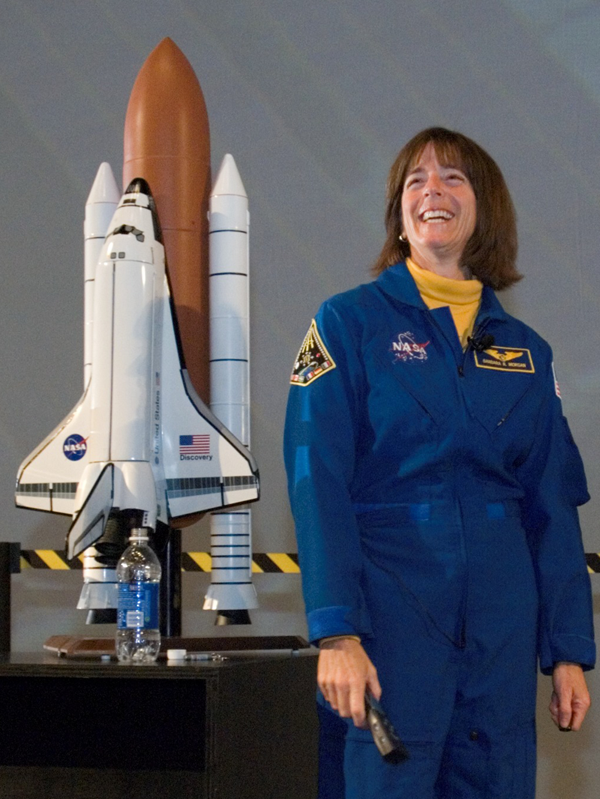
Barbara Morgan, primeira Educadora Astronauta da NASA, falou para uma platéia de estudantes e mídia durante uma manifestação de Janeiro de 2007 do Centro Espacial Houston.

Em janeiro de 1998, a NASA substituiu o projeto Um Professor no Espaço pelo Projeto Astronauta Educador. Em vez da formação de professores em cinco meses para especialistas de carga que gostariam de depois do projeto voltar à dar aulas, no Projeto Astronauta Educador seria necessário desistir de suas carreiras docentes, mover-se para Houston, e tornar-se especialistas de missão.
Doze anos após a morte de McAuliffe, Barbara Morgan foi escolhida como a primeira astronauta educadora. Ela foi designada para a tripulação da STS-118, a bordo do orbitador Endeavour (o orbitador que substituiu a Challenger seis anos após o acidente de 1986), que foi lançada em 8 de agosto de 2007. Apesar de ter sido uma vez, foi relatado que Morgan iria ensinar algumas das mesmas lições que McAuliffe tinha planejado para ensinar mais de 20 anos antes, Associated Press informou que "Morgan não tinha planos para dar uma lição a partir do espaço".

## Programa Privado
No século 21, o projeto espacial foi reavivado no setor privado. O desenvolvimento de veículos lançadores, suborbitais reutilizáveis por empresas comerciais tornou possível para organizações sem fins lucrativos contemplar o envio de um grande número de professores para o espaço. Os novos professores no programa espacial começou em 2005. Em março de 2005, o  candidato ao projeto Pam Leestma, um professor de segundo grau e primo do astronauta David Leestma, completou um voo de treino a bordo de um MiG-21 operado pela X-Foguete, LLC.
Armadillo Aerospace, Masten Space Systems, PlanetSpace, Rocketplane Limited, Inc., e XCOR Aerospace prometeu voos aos novos professores no projeto Espaço. Conselheiros dos novos professores no projeto espacial SpaceShipOne incluem construtor e vencedor do Ansari X-Prize Burt Rutan, X-Prize fundador Peter Diamandis, Apollo astronauta Buzz Aldrin, astronauta e privado e patrocinador X-Prize Anousheh Ansari.
A Academia de Rocket Estados Unidos em parceria com o SFF em 2006, e trabalhou para elaborar regras para uma competição "descobridor" para selecionar os primeiros professores no espaço. As regras foram anunciadas na Copa Concorrência Wirefly X PRIZE realizada na Base Aérea de Holloman perto de Alamogordo, Novo México em outubro de 2007. Os pedidos foram aceites até 04 de novembro de 2008. Em 20 de Julho de 2009, a Teachers in Space anunciou o seu primeiro grupo de "Desbravadores": candidatos a professores astronauta.
Em 11 de junho de 2013, o novo programa de graduação da Embry-Riddle Aeronautical University Operations, o primeiro de seu tipo no mundo, anunciou que vai patrocinar os professores em oficinas Espaço de verão para os próximos cinco anos, indicando a sua intenção em direção a um longo continuada relacionamento de longo prazo, bem como a sua partilha de uma visão de "... ajudar os alunos, professores e organizadores colaborar em trazer educação espaço para todos os níveis, a partir de K-12 para cursos de graduação."
Em 2014 a diretora do programa, Elizabeth Kennick, incorporou os professores no projeto espacial como uma organização sem fins lucrativos de ensino em Nova Iorque, spin-off da Fundação Space Frontier. 5 desbravadores originais (James Kuhl, Rachael Manzer, Lanette Oliver, Chantelle Rose e Michael Schmidt) permaneceram com o programa, também o vice-presidente Joe Latrell e vários voluntários de professores. Teachers in Space, Inc. já voou dois experimentos concebidos professor / aluno para a Estação Espacial Internacional (ISS), lançados e recuperados vários balões de alta altitude com sensores de dados, colocar os professores por meio de experiências de treinamento de astronautas, incluindo câmara hipobárica e centrifugar, e entregue profissional de uma semana oficinas de desenvolvimento de Ciência, Tecnologia, Engenharia e Matemática (STEM) professores na Califórnia, Flórida, Oklahoma, Texas e Geórgia.

## Ver Também
- Projeto Astronauta Educador
- STS-118